# Pâte à sucre
 (novembre 2019).
Si vous disposez d'ouvrages ou d'articles de référence ou si vous connaissez des sites web de qualité traitant du thème abordé ici, merci de compléter l'article en donnant les références utiles à sa vérifiabilité et en les liant à la section « Notes et références ».
Ne doit pas être confondu avec pâte sucrée.

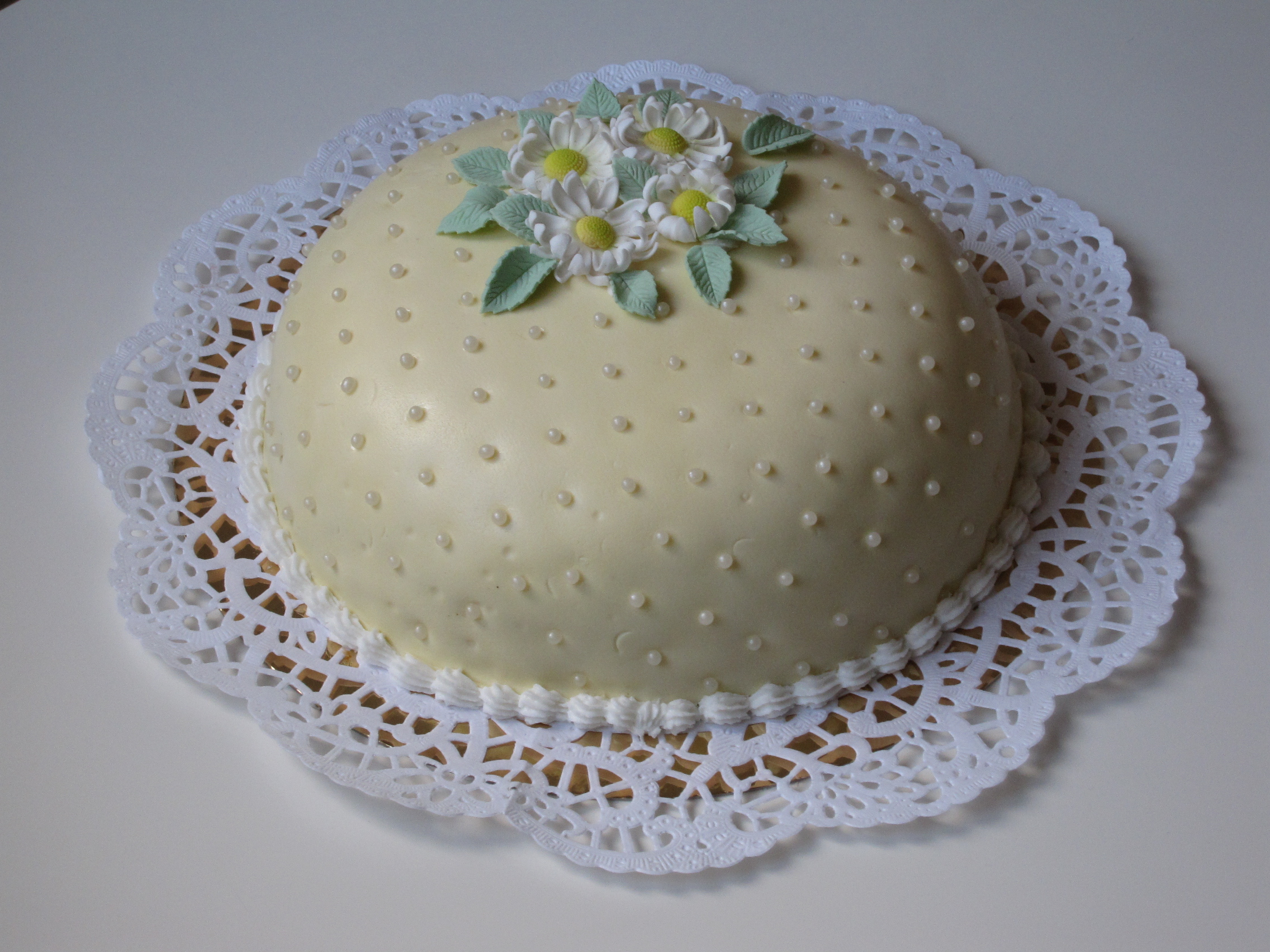
Un gâteau décoré de pâte à sucre.

La pâte à sucre est une pâte à modeler comestible faite à base de sucralose, d'amidon et de glucose.
Cette pâte alimentaire est couramment utilisée pour la décoration en cake design.

## Historique
Les preuves de son utilisation dans divers contextes remontent au moins au XVIe siècle.
Les premiers bonbons à entrer dans les premiers biscuits de Noël étaient fabriqués à partir de pâte à base de sucre et marqués de mots et de phrases courtes.